# Prisioneiros de guerra belgas na Segunda Guerra Mundial

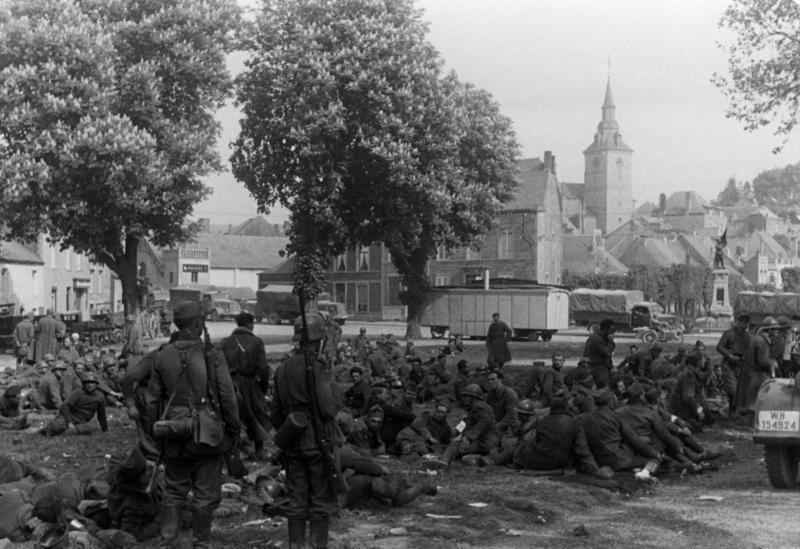
Soldados belgas capturados sob guarda alemã em Couvin, em maio de 1940.

Durante a Segunda Guerra Mundial, os prisioneiros de guerra belgas eram principalmente soldados belgas capturados pelos alemães durante e logo após a Batalha da Bélgica em maio de 1940. Nas línguas nacionais da Bélgica, os prisioneiros de guerra são conhecidos como prisonniers de guerre (comumente abreviado para PG) em francês e Krijgsgevangenen em holandês.
O número de 225.000 homens, aproximadamente 30% da força do exército belga em 1940, foram deportados para campos de prisioneiros de guerra na Alemanha. Grandes repatriações de prisioneiros, especialmente de soldados de origem flamenga, para a Bélgica ocupada ocorreram em 1940 e 1941. No entanto, cerca de 70.000 permaneceram prisioneiros em cativeiro até 1945, e cerca de 2.000 morreram em campos alemães durante a guerra.

## Antecedentes
O envolvimento belga na Segunda Guerra Mundial começou quando as forças alemãs invadiram a Bélgica, que seguia uma política de neutralidade, em 10 de maio de 1940. Após 18 dias de combates, a Bélgica rendeu-se em 28 de maio e foi colocada sob ocupação alemã. Durante os combates, entre 600.000 e 650.000 homens belgas (quase 20% da população masculina do país na época) serviram nas forças armadas. O rei Leopoldo III, que comandou o exército em 1940, também se rendeu aos alemães em 28 de maio e permaneceu prisioneiro pelo resto da guerra. O governo belga fugiu primeiro para Bordéus, na França, e depois para Londres, no Reino Unido, onde formou um governo oficial no exílio em outubro de 1940. Na Bélgica, uma administração de ocupação, a Administração Militar na Bélgica e no Norte de França, foi estabelecida em Bruxelas para administrar o território sob jurisdição da Wehrmacht.

## Captura e deportação
Praticamente todos os soldados do exército belga que não foram mortos em combate foram capturados em algum momento durante os combates em maio de 1940 mas a maioria destes prisioneiros ou foram libertados não-oficialmente no final das hostilidades ou escaparam de complexos mal-guardados na Bélgica e foram para casa. Prisioneiros fugitivos que voltavam para casa raramente eram presos pelos alemães, e não houve nenhuma tentativa sistemática de recapturar ex-soldados belgas que haviam deixado o cativeiro alemão em 1940.

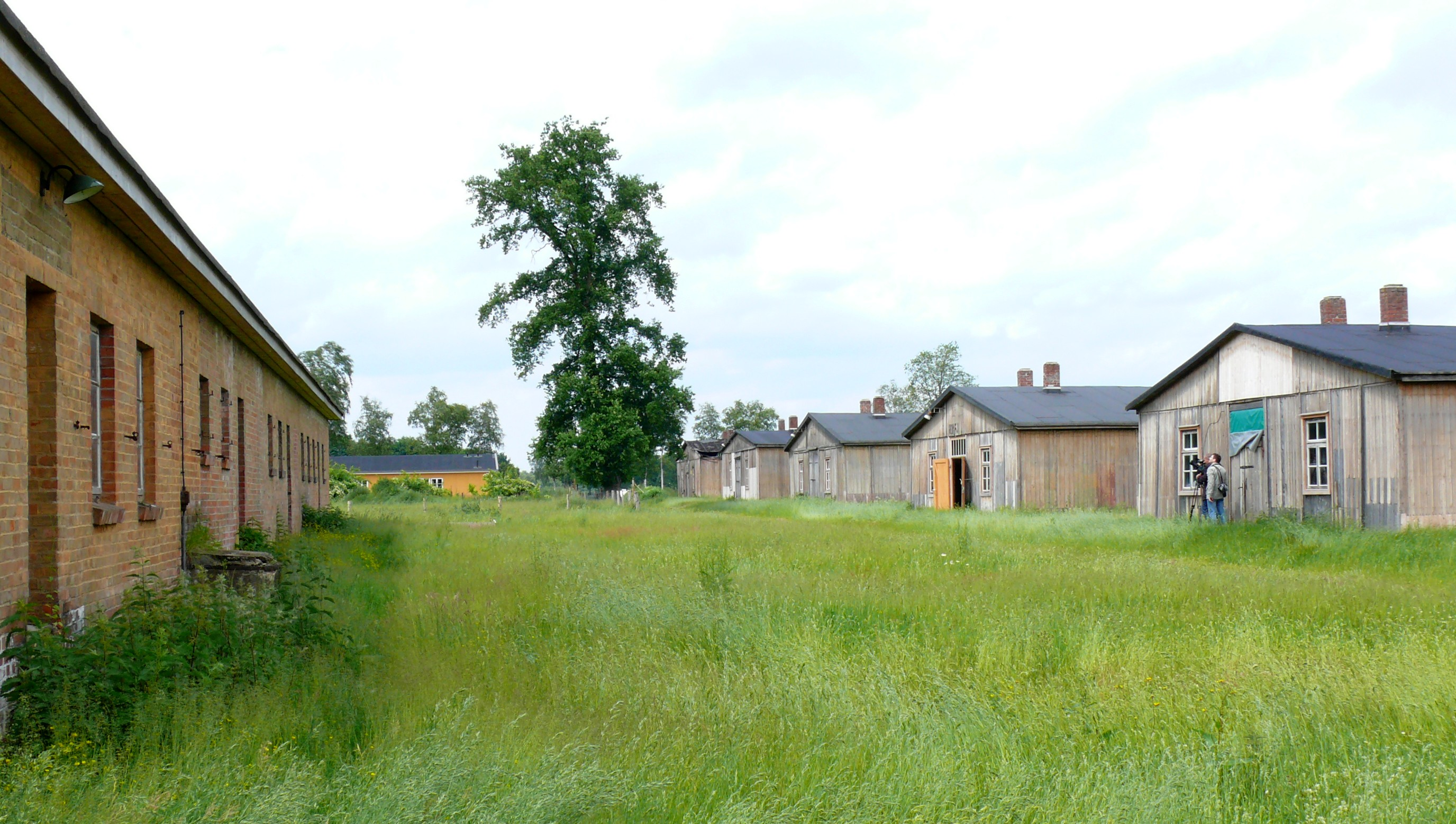
Vista moderna de um quartel no Stalag XB em Sandbostel, onde 1.700 belgas foram encarcerados.

Pouco depois da Queda de França, os soldados belgas remanescentes em cativeiro foram deportados para campos de prisioneiros de guerra (em alemão:  Kriegsgefangenenlager) na Alemanha, Áustria e Polónia. Para os alemães, os prisioneiros belgas representavam uma fonte de mão-de-obra barata que poderia ser utilizada na agricultura e nas fábricas após o recrutamento militar da maioria dos trabalhadores alemães. Os prisioneiros belgas foram novamente segregados por patente, com os oficiais sendo enviados para Oflags (uma abreviatura de Offizierslager) e os suboficiais e outras patentes sendo enviados para campos de Stalag (ou Stammlager).
Cerca de 225 mil soldados, representando cerca de 30% da força total mobilizada em 1940, foram deportados desta forma. A maioria desses soldados pertencia ao exército profissional pré-guerra, em vez de recrutas mobilizados em 1940. A maioria dos que estavam em cativeiro (cerca de 145 mil) eram flamengos, com apenas 80 mil valões. O número exato de prisioneiros, entretanto, não é conhecido e há diversas estimativas. A maioria dos prisioneiros belgas foram forçados a trabalhar em pedreiras ou na agricultura. As condições eram variáveis, mas cerca de 2.000 morreram em cativeiro, principalmente por doenças e falta de cuidados médicos. Gradualmente, mais prisioneiros foram libertados, mas cerca de 64 mil soldados belgas ainda estavam em cativeiro em 1945, dos quais apenas 2 mil eram flamengos. De acordo com estimativas compiladas para os Julgamentos de Nuremberg, 53.000 ainda estavam encarcerados em 1945, no final da guerra, mas poderia ter havido até 70.000, de acordo com algumas estimativas. Dos prisioneiros libertados em 1945, um quarto sofria de doenças debilitantes, particularmente tuberculose.

## Liberação e repatriação

### Flamenpolitik

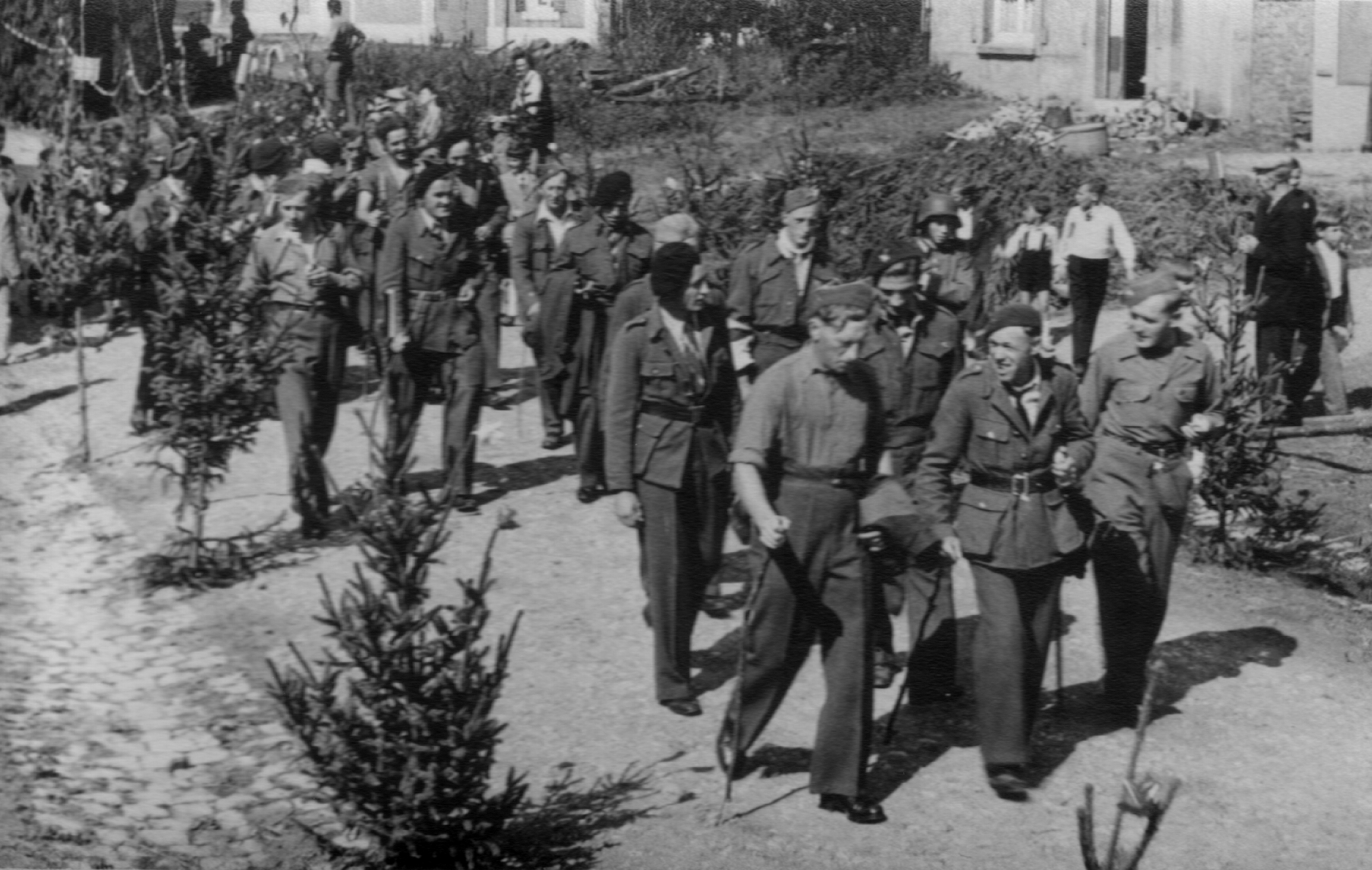
Repatriação de prisioneiros de guerra belgas em Chiny, em 1945.

Desde o início das detenções, o Partido Nazista e Adolf Hitler estiveram diretamente envolvidos na política relativa aos prisioneiros de guerra belgas. Desde o início da invasão, os soldados alemães receberam ordens de segregar os soldados flamengos dos seus homólogos valões. A libertação de todos os soldados flamengos já em cativeiro foi ordenada em 6 de junho de 1940, mas teve apenas um efeito real limitado. O tratamento favorável dos prisioneiros de guerra flamengos fazia parte da Flamenpolitik (Política Flamenga) e tinha um fundamento racialista explícito, uma vez que a ideologia nazista argumentava que os flamengos eram "germânicos" e, portanto, racialmente superiores aos valões. Também esperava encorajar o povo flamengo a ver a Alemanha de forma mais favorável, abrindo caminho para uma pretendida anexação da Grande Holanda ao Grande Reich Germânico (em alemão:  Großgermanisches Reich). Os alemães começaram a repatriar ativamente prisioneiros de guerra flamengos em agosto de 1940. Em fevereiro de 1941, 105.833 soldados flamengos foram repatriados.

### Repatriação e fuga
Inicialmente, a Administração Militar Alemã na Bélgica considerou a continuação da detenção de todos os prisioneiros belgas como temporária e indesejável. Tanto Alexander von Falkenhausen, chefe da Administração Militar, como Eggert Reeder, responsável pela administração civil, consideraram a contínua detenção e segregação de prisioneiros belgas por etnia como desnecessariamente divisiva e prejudicial à ordem civil na Bélgica. Em 15 de julho de 1940, a Administração Militar chegou a anunciar a libertação iminente de todos os prisioneiros belgas, embora isto tenha sido posteriormente condenado como um erro. A detenção de prisioneiros que trabalhavam em empregos especializados na vida civil criou numerosos problemas na Bélgica, até que todos os prisioneiros em profissões especializadas foram libertados.
Como os alemães não reuniam os prisioneiros fugitivos quando voltavam para casa, as tentativas de fuga eram relativamente comuns. São conhecidas um total de 6.770 tentativas de fuga de campos na Alemanha.

## Efeitos na Bélgica ocupada pelos alemães
As coletas de caridade em homenagem aos prisioneiros eram comuns na Bélgica ocupada. O serviço postal na Bélgica ocupada emitiu conjuntos de selos semipostais a partir de 1942 "em benefício dos prisioneiros de guerra" e das suas famílias.

## Reconhecimento pós-guerra
Um total de 165.000 soldados receberam o brevet des prisonniers após a guerra, reconhecendo a continuidade de seu status como veteranos de guerra durante o cativeiro. Uma medalha, a Medalha do Prisioneiro de Guerra 1940–1945, foi criada em 1947.